# كريس رينتون
كريس رينتون (بالإنجليزية: Kris Renton)‏ هو لاعب كرة قدم بريطاني في مركز الهجوم، ولد في 12 يوليو 1990 في ماسلبره في المملكة المتحدة. لعب مع نادي بريتشين سيتي ونادي كينغز لين ونورويتش سيتي.

## وصلات خارجية
- كريس رينتون على موقع قاعدة بيانات كرة القدم.إي يو (الإنجليزية)
- كريس رينتون على موقع Soccerbase.com (لاعب) (الإنجليزية)